# Prix HSBC pour la photographie
Prix HSBC pour la photographie je fotografické ocenění, udělované každoročně francouzskou dceřinou společností banky HSBC (Hong Kong & Shanghai Banking Corporation) dvěma doposud málo známým fotografům.

## Činnost
Každý rok výkonný výbor vybere dva vítězné fotografy (současníky, bez ohledu na věk, národnost nebo přístup), kteří doposud nemají publikovanou vlastní monografii. Odměnou pro vítěze je pak organizace putovní výstavy v Paříži a francouzských regionech, vydání monografie vydavatelem Actes Sud a odkoupení minimálně šesti uměleckých děl společností HSBC.

## Vítězové
- 1996: Éric Prinvault a Henry Ray

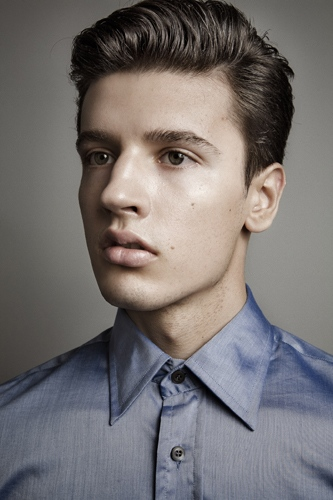
Jean Francois Campos získal cenu v roce 1997

- 1997: Bertrand Desprez a Jean Francois Campos
- 1998: Milomir Kovačević a Seton Smith
- 1999: Catherine Gfeller a Yoshiko Murakami
- 2000: Carole Fékété a Valérie Belinová
- 2001: Jo Lansley, Helen Bendon a Franck Christen
- 2002: Laurence Demaison a Rip Hopkins
- 2003: Laurence Leblanc a Mathieu Bernard-Reymond
- 2004: Patrick Taberna a Malala Andrialavidrazana
- 2005: Eric Baudelaire a Birgitta Lundová[1]
- 2006: Marina Gadonneix a duo Clark a Pougnaud
- 2007: Julia Fullerton-Batten a Matthew Pillsbury
- 2008: Aurore Valade a Guillaume Lemarchal
- 2009: Matthieu Gafsou a Grégoire Alexandre
- 2010: Laurent Hopp a duo Lucie & Simon
- 2011: Alinka Echeverria a Xiao Zhang
- 2012: Leonora Hamill a Éric Pillot
- 2013: Cerise Doucède[2] a Noémie Goudalová
- 2014: Delphine Burtin a Akiko Takizawa[3]
- 2015: Maia Flore a Guillaume Martial
- 2016: Christian Vium a Marta Zgierska[4]
- 2017: Laura Pannack a Mélanie Wenger[5]
- 2018: Antoine Bruy a Petros Efstathiadis[6]
- 2019: Dominique Teufen a Nuno Andrade[7][8]
- 2020: Louise Honée et Charlotte Mano
- 2021: Aassmaa Akhannouch a Cyrus Cornut[9]
- 2022:
- 2023:
- 2024:
- 2025: